# Sidi Bakhti
Sidi Bakhti è un comune dell'Algeria, situato nella provincia di Tiaret.